# Матвеенко, Дмитрий Дмитриевич
Дми́трий Дми́триевич Матвее́нко (в некоторых источника Матвие́нко; 21 сентября 1920 года — 8 июля 2011 года) — советский изобретатель, конструктор путевой техники, слесарь и железнодорожник. Герой Социалистического Труда (1959), заслуженный изобретатель СССР (1988), почётный железнодорожник.

## Биография
Родился 21 сентября 1920 года в городе Тигине в период румынской оккупации Бессарабии (ныне город Бендеры Приднестровской Молдавской Республики) в семье железнодорожника. Украинец. Окончил 4 класса народной школы. С 12 лет начал трудиться учеником жестянщика в городе Клуже, затем работал жестянщиком у частных лиц в городе Галац.
После восстановления в Бессарабии советской власти работал жестянщиком на Бендерском консервном заводе, затем кузнецом в одном из колхозов Украины, ремонтным рабочим на железной дороге.
С 1944 года работал слесарем, затем мастером механических мастерских Бендерской дистанции пути. В 1953 году вступил в КПСС.
Указом Президиума Верховного Совета СССР от 1 августа 1959 года за выдающиеся успехи, достигнутые в деле развития железнодорожного транспорта, Матвеенко Дмитрию Дмитриевичу было присвоено звание Героя Социалистического Труда.
С 1970 года работал заместителем начальника Кишинёвской дистанции пути Молдавской железной дороги по опытным работам, с 1980 года — фрезеровщиком этой же дистанции.
Автор (в том числе совместно с сыном Михаилом) более 40 ценных рационализаторских предложений и изобретений в области железнодорожного транспорта. Среди них — путеизмерительная тележка, пущенная в серийное производство Министерством путей сообщения СССР в 1952 году, гидравлический домкрат для ремонта железнодорожного пути, моторно-гидравлический рихтовщик, выпускаемый серийно и увеличивший производительность труда в четыре раза, путевая гайковёртная машина, позволившая обслуживать до 800 метров пути в час и многие другие.
Был делегат XXII съезда КПСС. На VII, IX, и X съездах КП Молдавии был избран кандидатом в члены ЦК КП Молдавии. Также избирался депутатом Верховного Совета Молдавской ССР V созыва, членом Бендерского ГК КП Молдавии и депутатом Бендерского городского Совета народных депутатов.
Имя героя было занесено в Книгу Почета города Бендеры под № 1 и на Доску Почета Молдавии в 1961 году.
Являлся членом республиканского совета Всесоюзного общества изобретателей и рационализаторов и членом управления инженерно-технического общества Молдавской железной дороги.
Жил в городе Кишинёве. Возглавлял созданную им самим вместе с сыном фирму «Мамид-2», занимающуюся проектированием и производством железнодорожной техники.
Скончался Дмитрий Дмитриевич Матвеенко 8 июля 2011 года.

## Награды и звания
Советские государственные награды и звания:
- Герой Социалистического Труда (Указ Президиума Верховного Совета СССР от 1 августа 1959 года, орден Ленина и медаль «Серп и Молот») — за выдающиеся успехи, достигнутые в деле развития железнодорожного транспорта
- Медаль «За гражданские заслуги» (16 ноября 1995 года) — за активную изобретательскую и рационализаторскую деятельность, заслуги в разработке и внедрении высокоэффективных предложений, направленных на развитие железнодорожного транспорта, личный вклад в подготовку молодых изобретателей и рационализаторов[6]
- Медаль «За трудовую доблесть» (1957)[4]
- Медаль «В ознаменование 100-летия со дня рождения Владимира Ильича Ленина» (1970)
- Заслуженный изобретатель СССР (1988)[7]
- Заслуженный изобретатель Молдавской ССР (1961)
- Почётная грамота Президиума Верховного Совета Молдавской ССР (1956)

Общественные и ведомственные награды и звания:
- Почётный железнодорожник
- Почётная грамота Совета научного инженерно-технического общества Молдавской ССР (1949)
- Почётный гражданин Кишинёва[8]
- Почётный гражданин города Бендеры (1967)[9]
- Почётный знак отличия «Трудовая доблесть России»[5]
- другие награды